# Greatest Hits (건즈 앤 로지스의 음반)
| 전문가 평가     | 전문가 평가 |
| 평가 점수       | 평가 점수   |
| 출처            | 점수        |
| --------------- | ----------- |
| AllMusic        | [ 1 ]       |
| NME             | [ 2 ]       |
| Pitchfork       | 3.9/10      |
| Stylus          | D+          |
| Ultimate Guitar | 9.4/10      |

《Greatest Hits》는 2004년 3월 23일에 발매된 미국의 하드 록 밴드 건즈 앤 로지스의 컴필레이션 음반이다. 부분적으로 《Chinese Democracy》의 제작 지연 때문에 게펀 레코드에 의해 발매된 이 음반은 트랙 목록 때문에 발매를 막기 위해 밴드 멤버 액슬 로즈와 전 밴드 멤버들에 의해 소송을 당했다.

## 배경
이 음반은 프로모션이 거의 없음에도 불구하고 발매와 동시에 영국 음반 차트 1위, 빌보드 200 차트 3위에 올랐다. 《Greatest Hits》는 2012년 3월 하루 동안 25센트에 판매된 아마존과 구글 플레이의 프로모션의 일환으로 약 85,000장이 팔리며 빌보드 200에 3위로 다시 진입했다. 이 음반은 2018년까지 미국에서 6백만 장 이상이 팔리며 인기 있는 판매자임이 입증되었다. 《Greatest Hits》는 빌보드 200 시대에서 가장 긴 차트인 음반 중 하나로, 2017년 6월까지 차트에서 최소 400주 이상을 기록한 단 7개의 음반 중 하나이다. 2023년 7월 현재 이 차트에서 631주를 보냈다.

## 소송
액슬 로즈는 즉시 게펀을 고소함으로써 《Chinese Democracy》에 대한 그의 집중을 망칠 것이며, 만약 그가 음반을 더 빨리 완성하고 발매한다면 《Greatest Hits》 음반이 더 많이 팔리게 되어 음반이 눈에 띄지 않게 될 것이다. 밴드 동료였던 슬래시와 더프 맥케이건은 직접 대화하지는 않았지만 로즈가 게펀을 상대로 소송을 제기하는 것을 도왔다. 소송은 실패했고 음반은 게펀의 권리로 발매되었다.

## 곡 목록
| #   | 제목                                                | 작사·작곡                                                                         | 오리지널 음반                               | 재생 시간 |
| --- | --------------------------------------------------- | --------------------------------------------------------------------------------- | ------------------------------------------- | --------- |
| 1.  | 〈Welcome to the Jungle〉                           | 액슬 로즈, 이지 스트래들린, 슬래시, 더프 맥케이건, 스티븐 애들러                  | 《Appetite for Destruction》 (1987년)       | 4:32      |
| 2.  | 〈Sweet Child o' Mine〉                             | 로즈, 스트래들린, 슬래시, 맥케이건, 애들러                                        | 《Appetite for Destruction》                | 5:55      |
| 3.  | 〈Patience〉                                        | 로즈, 스트래들린, 슬래시, 맥케이건, 애들러                                        | 《G N' R Lies》 (1988년)                    | 5:56      |
| 4.  | 〈Paradise City〉                                   | 로즈, 스트래들린, 슬래시, 맥케이건, 애들러                                        | 《Appetite for Destruction》                | 6:47      |
| 5.  | 〈Knockin' on Heaven's Door〉 (밥 딜런 커버)        | 밥 딜런                                                                           | 《Use Your Illusion II》 (1991년)           | 5:36      |
| 6.  | 〈Civil War〉                                       | 로즈, 스트래들린, 슬래시, 맥케이건                                                | 《Use Your Illusion II》                    | 7:42      |
| 7.  | 〈You Could Be Mine〉                               | 로즈, 스트래들린, 슬래시, 맥케이건                                                | 《Use Your Illusion II》                    | 5:44      |
| 8.  | 〈Don't Cry〉 (Original Version)                    | 로즈, 스트래들린, 슬래시, 맥케이건                                                | 《Use Your Illusion I》 (1991년)            | 4:51      |
| 9.  | 〈November Rain〉                                   | 로즈, 스트래들린, 슬래시, 맥케이건                                                | 《Use Your Illusion I》                     | 8:57      |
| 10. | 〈Live and Let Die〉 (폴 매카트니 앤 윙스 커버)     | 폴 매카트니, 린다 매카트니                                                        | 《Use Your Illusion I》                     | 3:02      |
| 11. | 〈Yesterdays〉                                      | 로즈, 웨스트 아킨, 델 제임스, 빌리 맥클라우드                                     | 《Use Your Illusion II》                    | 3:18      |
| 12. | 〈Ain't It Fun〉 (Radio Version) (데드 보이즈 커버) | 치타 크롬, 피터 러프너                                                            | 《"The Spaghetti Incident?"》 (1993년)      | 5:10      |
| 13. | 〈Since I Don't Have You〉 (더 스카이라이너스 커버) | 재키 테일러, 제임스 보몬트, 자넷 보겔, 조셉 록, 조 버샤렌, 레니 마틴, 월리 레스터 | 《"The Spaghetti Incident?"》               | 4:18      |
| 14. | 〈Sympathy for the Devil〉 (롤링 스톤스 커버)       | 믹 재거, 키스 리처즈                                                              | 《뱀파이어와의 인터뷰》 사운드트랙 (1994년) | 7:36      |

## 인증
| 국가                                                                                         | 인증        | 판매량/출하량 |
| -------------------------------------------------------------------------------------------- | ----------- | ------------- |
| 아르헨티나 (CAPIF)                                                                           | 2× 플래티넘 | 80,000^       |
| 오스트레일리아 (ARIA)                                                                        | 9× 플래티넘 | 630,000^      |
| 오스트리아 (IFPI 오스트리아)                                                                 | 골드        | 15,000*       |
| 벨기에 (BEA)                                                                                 | 플래티넘    | 50,000*       |
| 브라질 (Pro-Música Brasil)                                                                   | 골드        | 50,000*       |
| 캐나다 (뮤직 캐나다)                                                                         | 2× 플래티넘 | 200,000^      |
| 덴마크 (IFPI Danmark)                                                                        | 플래티넘    | 40,000^       |
| 핀란드 (Musiikkituottajat)                                                                   | 플래티넘    | 31,665        |
| 독일 (BVMI)                                                                                  | 플래티넘    | 200,000^      |
| 그리스 (IFPI 그리스)                                                                         | 골드        | 10,000^       |
| 헝가리 (MAHASZ)                                                                              | 골드        | 10,000^       |
| 아일랜드 (IRMA)                                                                              | 6× 플래티넘 | 90,000^       |
| 이탈리아 (FIMI)                                                                              | 2× 플래티넘 | 100,000*      |
| 일본 (RIAJ)                                                                                  | 골드        | 100,000^      |
| 멕시코 (AMPROFON)                                                                            | 골드        | 50,000^       |
| 네덜란드 (NVPI)                                                                              | 플래티넘    | 80,000^       |
| 뉴질랜드 (RMNZ)                                                                              | 6× 플래티넘 | 90,000^       |
| 폴란드 (ZPAV)                                                                                | 3× 플래티넘 | 60,000        |
| 포르투갈 (AFP)                                                                               | 골드        | 20,000^       |
| 스페인 (PROMUSICAE)                                                                          | 플래티넘    | 100,000^      |
| 스웨덴 (GLF)                                                                                 | 플래티넘    | 60,000^       |
| 스위스 (IFPI 스위스)                                                                         | 플래티넘    | 40,000^       |
| 영국 (BPI)                                                                                   | 8× 플래티넘 | 2,400,000     |
| 미국 (RIAA)                                                                                  | 5× 플래티넘 | 5,000,000^    |
| 요약                                                                                         |             |               |
| 유럽 (IFPI)                                                                                  | 4× 플래티넘 | 4,000,000*    |
| *판매량을 기반으로 한 인증 · ^출하량을 기반으로 한 인증 · 판매량+스트리밍을 기반으로 한 인증 |             |               |